# Ван де Керкхоф, Герард
Герардюс (Герард) ван де Керкхоф (нидерл. Gerardus "Gerard" van de Kerkhof; 21 мая 1943, Хелмонд, Северный Брабант — 17 июля 2024, Гелдроп, Северный Брабант) — нидерландский футболист, игравший на позиции крайнего нападающего. Старший брат игроков сборной Нидерландов Вилли и Рене ван де Керкхоф.

## Карьера
Герард, как и его братья, выступал в клубе МУЛО на любительском уровне. Затем он перешёл в клуб «Хелмондия '55», выступавший в это время во втором дивизионе Нидерландов. Известно, что Герард забил за этот клуб 35 голов за 4 сезона. В сезоне 1965/1966 он перешёл в «Спарту», где завоевал с командой Кубок Нидерландов, который остался его единственным трофеем. Там же Герард получил свое прозвище «Экспресс-поезд». Однако, он задержался там лишь год. Потом произошел трансфер в ФК «Ден Босх» за 16 тысяч евро. После двух сезонов там он вновь переехал в родной Хелмонд, где выступал ещё 5 лет за «Хелмонд Спорт», где и завершил профессиональную карьеру. За этот клуб Герард провел 50 матчей и забил 10 голов, а также отдал одну голевую передачу. После этого он играл некоторое время в любительском клубе «Гелдроп»

## Личная жизнь
Родился в 1943 году в Хелмонде в семье шести братьев, из них два — Рене и Вилли — занимались футболом.
Футболист был женат на Хелен ван дер Схот с 1965 года, в браке родились 3 ребёнка.
26 июля 2024 года было объявлено, что ван де Керкхоф умер на прошлой неделе в возрасте 81 года.

## Достижения
«Спарта» Роттердам
- Обладатель Кубка Нидерландов: 1966